# Eleocharis atricha
Eleocharis atricha är en halvgräsart som beskrevs av Robert Brown. Eleocharis atricha ingår i släktet småsäv, och familjen halvgräs. Inga underarter finns listade i Catalogue of Life.